# HD 2638
HD 2638 – gwiazda położona w gwiazdozbiorze Wieloryba w odległości około 175 lat świetlnych. Jest żółtym karłem podobnym do Słońca. Jej wielkość gwiazdowa wynosi 9,44m, czyli jest niewidoczna gołym okiem, ale można ją zobaczyć już za pomocą niewielkiego teleskopu.
W 2005 roku odkryto planetę HD 2638 b krążącą wokół tej gwiazdy w średniej odległości 0,044 j.a. Jej masa wynosi około połowy masy Jowisza, a jeden obieg wokół macierzystej gwiazdy zajmuje jej niecałe 3,5 dnia.